# Rozemarijntje
Rozemarijntje is een Nederlandstalig kinderboek, geschreven door W.G. van de Hulst. Het werd uitgegeven in 1933 door Uitgeverij Callenbach (Nijkerk) en vele malen herdrukt (28e druk: 2010). De illustraties waren van de hand van achtereenvolgens E.J. Veenendaal (1e druk), Sierk Schröder (2e-12e druk) en W.G. van de Hulst jr. (vanaf de 13e druk). De doelgroep is ongeveer 6-8 jaar.

## Reeks
Van de Hulst schreef vier vervolgdelen: Rozemarijntje naar school (1934), Rozemarijntje en Rooie Pier (1944), Rozemarijntje en de zwarte jongen (1949) en Rozemarijntje en de oude juffrouw (1954).
De delen werden samen als omnibus uitgegeven (1e druk 1965, 7e druk 2001). De volgorde van de deeltjes wijkt hierin echter af: deel 3 is de oude juffrouw, deel 4 is rooie pier en deel 5 is de zwarte jongen. Toen deze omnibus verscheen, in 1965, waren er van de losse deeltjes samen meer dan een half miljoen exemplaren verkocht.

## Inhoud
Rozemarijntjes vader is kapitein op een schip en daardoor vaak lang van huis. Als haar moeder ziek wordt, moet zij langere tijd bij een oudoom en oudtante in Blijdorp gaan logeren. Ze is dan vijf jaar oud en reist er in haar eentje met de stoomtrein heen.
De tante is heel deftig en netjes en probeert van Rozemarijntje (die wordt beschreven als een 'wilde robbedoes' en een vrolijke, levenslustige 'wildebras') een rustig, net en gehoorzaam meisje te maken. Tante wil Rozemarijntje alleen met haar 'echte' naam, Maria, aanspreken.
Rozemarijntje gaat soms met haar oom mee naar patiënten (in een koetsje), bijvoorbeeld naar de oude 'berenbijter', die achter in het griend woont; ze laat Nero, de hond, tot afgrijzen van haar tante op haar bed slapen; ze speelt bij de huishoudster Dina in de keuken en met boerenkinderen in de weilanden achter het huis; ze klimt op de rug van een koe en valt in een koeienvlaai; en ze mag op Kees, het paard, rijden. Ze leert Dina het liedje dat haar vader op haar naam heeft gemaakt: "Rozemaria, Rozemarijne, jij bent mijn kleine Rozemarijne. Jij bent mijn kleine Rozemarie".
Wanneer tante haar enkel verstuikt, kruipt Rozemarijntje tijdens een onweer bij haar in bed. Deze noemt haar dan voor het eerst bij de naam 'Rozemarijn'. Als haar moeder beter is en haar vader terug van zee, komen haar ouders Rozemarijntje ophalen. Haar tante is ongewild toch van het meisje gaan houden en zegt ten afscheid, tijdens het wegrijden van de trein: "Dag Rozemarijntje zonneschijntje".

### Vervolgdelen
In Rozemarijntje naar school (1934) gaat Rozemarijntje gaat voor het eerst naar school (de eerste klas van de lagere school) als ze zes jaar oud is. In het derde deel, Rozemarijntje en Rooie Pier (1944), sluit Rozemarijntje vriendschap met een parlevinker. Dat is een koopman, die vanaf een boot goederen verkoopt.
Het vierde deel is getiteld Rozemarijntje en de zwarte jongen (1949). Hierin ontmoet Rozemarijntje een zigeunerjongen wiens moeder is overleden. Het gezin is erg arm en de jongen verkoopt beeldjes. In het laatste deel, Rozemarijntje en de oude juffrouw (1954), moet Rozemarijntje naar het ziekenhuis voor een blindedarmoperatie. Ze komt naast een oude dame te liggen, die eigenlijk niet meer alleen thuis kan wonen.

## Achtergrond
De verhalen spelen in de jaren '30 van de twintigste eeuw (het eerste boek rond 1933). De wereld van het boek weerspiegelt duidelijk deze tijd. Rozemarijntje gaat met een stoomtrein en de dokter bezoekt in een koetsje zijn patiënten.
De verteltrant en stijl van Van de Hulst werd indertijd als vooruitstrevend gezien: hij schrijft vanuit het gezichtspunt van het kind, hij probeert zich in het kind te verplaatsen en schrijft levensecht, in gewone spreektaal met levendige dialogen. Rozemarijntje wordt beschreven als een blije, levenslustige, onbesuisde wildebras, die door haar onbevangenheid mensen voor zich weet te winnen, die alle harten steelt, zonder dat ze dat zelf beseft. Het woordgebruik is in latere drukken geredigeerd en de vele stippeltjes, accenten en uitroeptekens zijn vrijwel geheel geschrapt. Een enkel woord wordt in een voetnoot verklaard (zoals stoomtrein en bedstee).
Hoewel de verhalen een christelijke inslag hebben (Rozemarijntje bidt bijvoorbeeld voor het slapen gaan), is de nadruk daarop zo klein, dat ze indertijd niet erg geschikt gevonden werden voor de zondagsschool.

## Ontvangst
In 1933 verscheen er bij het eerste deel van Rozemarijntje een boekbespreking in Boekbeoordeeling van den Ned. Hervormden Zondagsscholenbond op Geref. grondslag: "De bedoeling van tante was van dit kleine ding een net dametje te maken. Of dit lukte? Geenszins. Daar was Rozemarijntje te levendig en opgewekt voor. (...) Een echt leuk boek, waarin v.d. Hulst weer toont de ware kinderschrijver te zijn. (...) Oppervlakkig Christendom: matig aanbevolen voor Zondagsschool".
Bij het verschijnen van de omnibus in 1965 schreef de Friese Koerier: "Het kleuter-meiske Rozemarijntje steelt in haar onbevangenheid aller hart, zelfs dat van de strengste tante en de stugste boer. Haar blijheid werkt aanstekelijk (...). Al deze vertellingen zijn zo blij, zo schalks, zo hartverwarmend - ze spreken kinderen dunkt ons onmiddellijk aan (...).
Bij het verschijnen van de derde druk van de omnibus verscheen er in het Nederlands Dagblad een boekbespreking onder de titel 'Rozemarijntje, een herdruk waar we blij mee zijn'. Hierin: "Het is een genot om dit meesterlijke verhaal over dit spontane, levenslustige meisje nog weer eens te lezen".
De Biblion-recensie van R.A. Wagenaar-Duursma stelt: "De verhalen zijn gedateerd: door taalgebruik en omstandigheden. Speelt duidelijk in de jaren dertig en veertig (...). Desondanks blijft de auteur een rasverteller en worden zijn boeken kennelijk nog steeds gekocht, geleend en gelezen."

## Vertalingen
Verschillende delen werden vertaald in het Duits, Deens, Zweeds en Noors.
- Duits: Rosemarie (1951), Rosemarie in der Schule (1953), Rosemarie und der rote Pitt (1963) en Rosemarie und das alte Fräulein (1964)
- Noors: Marianne (1958), Marianne på skolen (1958), Marianne og Rødpetter (1958), en Marianne og den gamle konen (1959)
- Zweeds: Marianne (1959), Marianne i skolan (1960), Marianne och Rödpetter (1960), Marianne pa sjukhus (1963)
- Deens: Rosemarie (1960), Rosemarie i skole (1960), Rosemarie og Røde-Peter (1960)